# Rolf Gérard
Rolf Gérard (* 9. August 1909 in Berlin-Dahlem; † 19. November 2011 in Ascona) war ein britischer Bühnenbildner und Maler deutscher Herkunft.

## Leben
Rolf Carl Cesare Walter Gérard war der Sohn des Walter Gérard (* 1883 Berlin; † 1956 Hanau), der aus einer hugenottischen Familie stammte und mit der Herstellung des „Dr. Walter Gerard Zielfernrohrs“  eine erfolgreiche Firma in Charlottenburg führte, und der italienischen Opernsängerin Mafalda Salvatini (1886–1971). Gérard studierte Medizin und Philosophie, er war Anfang der 1930er Jahre mit der Schauspielerin Lilli Palmer liiert. Nach der Machtergreifung der Nationalsozialisten musste er 1933 aus Deutschland nach Frankreich emigrieren. 1937 promovierte er in Medizin an der Universität Basel. Während des Zweiten Weltkriegs konnte er in Großbritannien als Arzt arbeiten, er erhielt später auch die britische Staatsbürgerschaft. In London vertiefte er sein künstlerisches Interesse und kam in Kontakt mit dem Regisseur Peter Brook, mit dem er lange Jahre zusammenarbeitete, zunächst 1947 bei dessen Inszenierung von Romeo und Julia in Stratford-upon-Avon. Von den großen britischen und US-amerikanischen Theatern erhielt er Aufträge für das Bühnenbild, Kostüme oder die Ausstattung, so über zwanzig Jahre lang von der Metropolitan Opera in New York. Dort und anschließend an der Genfer Oper arbeitete er auch mit Herbert Graf zusammen. Als Filmausstatter war er für Gene Kelly, Joseph L. Mankiewicz, Victor Saville, Tyrone Guthrie und Arthur Maria Rabenalt tätig.
Gérard hat seine eigene Malerei zuerst 1939 in London und dann ab den 1950er Jahren regelmäßig in New York und Paris ausgestellt. Seit 1977 wohnte er in Ascona in der Schweiz. Er begann seine Bilder auch in Ascona auszustellen. Dazu kaufte er dort ein Haus und gründete 2006 darin die „Fondazione Rolf Gérard“. Die Stiftung ist für die Allgemeinheit geöffnet und dort werden Werke von Gérard gezeigt. Es finden häufig Sonderausstellungen statt. Im Sommer 2013 war das die Ausstellung „Oskar Koroschka zu Besuch bei Rold Gérard“.
In Frankreich wurde Gérard 1971 zum Ritter der Ehrenlegion ernannt.

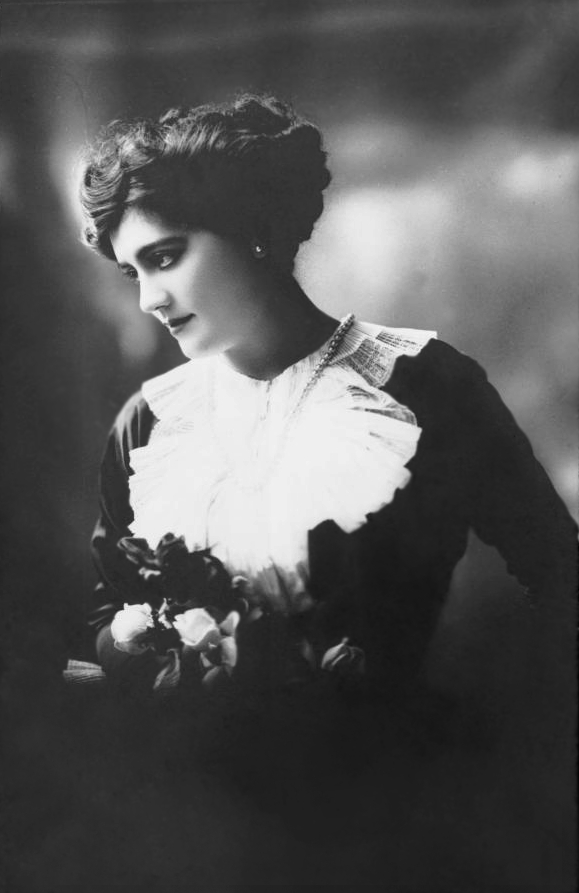
Mutter Mafalda Salvatini

## Werk
- Matthias Frehner und Diana Mirolo: Rolf Gérard – 90 Jahre Lebenstagebuch., Benteli, Bern 2007, ISBN 978-3-7165-1501-3. (Ausstellungskatalog)
- Venice in all seasons, London : Fine Art Society, 1975.
- Rolf Gérard., New York : Wildenstein & Co., 1961
- Rolf Gérard, recent paintings : November 19-December 10, 1955, New York, N.Y. : Galerie Chalette, 1955
- Untersuchung über Größenempfindungen bei binokularem und monokularem Sehen, Leipzig : J. A. Barth, 1937